# Stanislav Charvát
Stanislav Charvát (* 4. února 1933) byl český a československý politik Komunistické strany Československa, poslanec Sněmovny lidu a Sněmovny národů Federálního shromáždění za normalizace.

## Biografie
K roku 1971 se profesně uvádí jako strojní zámečník. K roku 1976 jako dělník. Podle údajů z roku 1981 byl dělníkem podniku Šroubárna Kyjov.
Ve volbách roku 1971 zasedl do Sněmovny lidu (volební obvod č. 99 – Veselí nad Moravou, Jihomoravský kraj). Ve volbách v roce 1976 přešel do Sněmovny národů (obvod Hodonín). Mandát obhájil ve volbách v roce 1981 (obvod Hodonín). Ve Federálním shromáždění setrval do konce funkčního období, tedy do voleb v roce 1986.